# Trammuseum Schepdaal
Tramsite Schepdaal er et lille sporvognsmuseum lidt udenfor Bruxelles. Sporvognsmuseet åbnede 1962.
Har fra 1993 – april 2009 været lukket grundet ombygning.
Trammuseum Schepdaal har sporvogne fra selskabet: NMVB – Nationale Maatschappij van Buurtspoorwegen / SNCV – Société Nationale des Chemins de fer Vicinaux.

## Ekstern henvisning
- Trammuseum Schepdaal – officiel website
- Trammuseum Schepdaal – privat website

50°50′N 4°12′Ø / 50.84°N 4.2°Ø